# Dmytro Pavlyčko
Dmytro Vasyljovyč Pavlyčko (28. září 1929, Stopčatove, Ukrajina – 29. ledna 2023) byl ukrajinský básník, překladatel a občansko-politický aktivista.

## Život
Narodil se 28. září 1929 ve vesnici Stopčatove v Ivano-Frankovské oblasti. Od podzimu 1945 do léta 1946 byl vězněn za údajnou činnost v Ukrajinské povstalecké armádě. V roce 1953 završil studium na filologické fakultě Lvovské univerzity. Řídil poetickou sekci v redakci časopisu „Žovteň“ (Říjen; nyní „Dzvin“ – Zvon). Po přejezdu do Kyjeva pracoval v sekretariátu Sdružení spisovatelů Ukrajiny. V letech 1971–1978 byl redaktorem časopisu „Vsesvit“ (Vesmír).
Dmytro Pavlyčko je jedním z organizátorů Ukrajinského národního Ruchu, Demokratické strany Ukrajiny a prvním ředitelem Ševčenkovy Společnosti ukrajinského jazyka.
21. října 2005 se stal ukrajinským poslancem (za frakci Ukrajinské národní strany).

## Dílo
První sbírku básní „Ljubov i nenavysť“ (Láska a nenávist) vydal v roce 1953. Zanedlouho vyšly další básnické sbírky „Moja zemlja“ (Moje země – 1955), „Čorna nytka“ (Černá niť – 1958). Charakteristickým rysem Pavlyčkovy tvorby se v tomto období stalo aktivní vyjadřování občanského postoje, i když musel přistoupit na kompromis s ideologií. Pavlyčkova další sbírka „Pravda klyče“ (Pravda volá, 1958), která vyšla nákladem osmnáct tisíc kusů, byla až na výjimky okamžitě stažená z oběhu a zničená na pokyn stranických cenzorů. Přelomovou sbírkou pro Pavlyčkovu tvorbu stala se kniha „Hranoslov“ (1968), kde autor prosazuje ideu nesmrtelnosti národní kultury. Sbírky „Sonety podilskoji oseni“ (Sonety podolského podzimu, 1973), „Tajemnycja tvoho oblyččja“ (Tajemství tvého obličeje, 1974/79) staly se významným jevem ukrajinské literatury druhé poloviny 20. století. Návaznost na Frankovu poetickou tradicí je příznačná pro sbírky „Spiraľ“ (Spirála, 1984), „Poemy i prytči“ (Poemy a podobenství, 1986), „Pokajanni psalmy“ (Žalmy pokání, 1994). Dmytro Pavlyčko je rovněž podepsaný pod antologií poetických překladů „Svitovyj sonet“ (Světový sonet, 1983). Jeho literárně-kritické práce jsou sebrány v knihách „Magistraljamy slova“ (Po magistrálách slova, 1978), „Nad hlybynamy“ (Nad hloubkami, 1984), „Bilja mužnoho slova“ (U statečného slova, 1988).

## Vyznamenání
- Řád rudého praporu práce – Sovětský svaz, 24. listopadu 1960
- Řád přátelství mezi národy – Sovětský svaz, 28. září 1979
- Řád čestného odznaku – Sovětský svaz, 28. října 1967
- Řád za zásluhy III. třídy – Ukrajina, 27. června 1997 – udělil prezident Leonid Kučma za osobní přínos k vývoji, přípravě a přijetí Ústavy Ukrajiny a za aktivní legislativní práci[2]
- Řád knížete Jaroslava Moudrého V. třídy – Ukrajina, 12. července 1999 – udělil prezident Leonid Kučma za významný osobní přínos k rozvoji diplomatických služeb a zvyšování autority Ukrajiny na mezinárodní úrovni[3]
- Hrdina Ukrajiny, Řád státu – Ukrajina, 27. září 2004 – udělil prezident Leonid Kučma za mimořádný osobní přínos k rozvoji ukrajinské literatury, za tvorbu špičkových básnických děl a za plodnou státní a politickou aktivitu[4]
- Řád knížete Jaroslava Moudrého IV. třídy – Ukrajina, 25. září 2009 – udělil prezident Viktor Juščenko za mimořádný osobní přínos k obohacení literatury, za dlouhodobou plodnou společenskou činnosti a při příležitosti jeho 80. narozenin[5]
- komandérský kříž s hvězdou Řádu za zásluhy Polské republiky – Polsko, 16. května 2014 – udělil prezident Bronisław Komorowski za vynikající služby v popularizaci polské kultury a za propagaci polských národních tradic[6]
- Řád svobody – Ukrajina, 22. ledna 2015 – udělil prezident Petro Porošenko za významný osobní přínos pro budování státu, socioekonomický, vědecký, technický, kulturní a vzdělávací rozvoj ukrajinského státu a za mnohaletou tvrdou práci a vysokou profesionalitu[7]
- Jubilejní medaile k 25. výročí nezávislosti Ukrajiny – Ukrajina, 19. srpna 2016 – udělil prezident Petro Porošenko za významné osobní zásluhy o vytvoření nezávislé Ukrajiny a prosazování její suverenity a posílení mezinárodní prestiže, za významný přínos k budování státu, za socioekonomický, kulturní a vzdělávací rozvoj, za aktivní společensko-politickou činnost aza poctivou a bezvadnou službu ukrajinskému národu[8]

## Ukázka
„Panychida za zemřelé hladem“ (libreto)
III
Koulela se Ukrajinou zkrvavená hvězda.
Jako vlci, pobíhali vesnicemi – satrapové, –
Žoldáci Rudého Cara.
Svobodu, pravdu, lidskost sprovodili ze světa.
Byli jsme nebezpečnými, protože jsme měli vlastní obilí.
Kvetly zahrady jako rubáše, – na celou nebeskou klenbu,
Věděli jsme, že podstupujeme za Ukrajinu smrt.
IV
Jdou, jdou lidožrouti
S rudými prapory
Zabírají z komory
Prach, zchřadnutý na popel,
Vymetají prach z truhly–
Zrn vonné stopy.
Nechávají Ukrajině
Chléb z kopřivy a lebedy–
Světlo vynášejí z chalupy–
Které od věku tam hořelo,
A skládají mezi mrtvolami
Nedozemřelé matky.
Jdou, jdou bez zármutku,
Mouku vezou otevřeně,
A zpívají, aby nebylo slyšet
Z jámy sténání a pláč.

V
Nezapomeneme nikdy, nezapomeňte také vy,
Jak jsme těžce umírali na rozkaz Moskvy.
Jak opuchlí a nemocní jsme se táhli do měst,
Jak jsme snažně prosili – proboha a pro smilovaní boží.
Jak bodáky nás vraceli do plevelů,
Jak nás tajně pochovávali bez modlitby a truhly-
Jak jsme z hrobu vydéchali život svůj
S neslyšitelným prokletím, které tyrana usmrtí.
(Hudba Jevhen Stankovyč)